# Uncial 052
Uncial 052 (numeração de Gregory-Aland), é um manuscrito uncial grego do Novo Testamento. A paleografia data o codex para o século 10.
Contém 42 folhas (29,5 x 23 cm) dos Apocalipse, com várias lacunas, e foi escrito com duas colunas por página, contendo 27 linhas cada.
Ele contém λογοι, κεφαλαια, e τιτλοι.
O texto grego desse códice é um representante do Texto-tipo Bizantino. Aland colocou-o na Categoria V.
Actualmente acha-se no Mosteiro de São Panteleimonos, (99,2) in Atos.

## Literatura
- C. R. Gregory, Textkritik des Neuen Testamentes III (Leipzig: 1909), p. 1046.
- Herman C. Hoskier, Concerning the Text of the Apocalypse (London: 1929), p. 5.